# Heinrich Kuhl
Heinrich Kuhl (17. září 1797, Hanau – 14. září 1821, Buitenzorg) byl německý přírodovědec a zoolog. V odborném názvosloví má zkratku Kuhl.
Narodil se v německém Hanau. Od roku 1817 do roku 1820 byl asistentem profesora van Swinderena na nizozemské Rijksuniversiteit Groningen. Již roku 1817 vydal svou monografii o netopýrech a o dva roky později práci Conspectus psittacorum popisující papoušky. Jako první publikoval monografii o buřňácích a také seznam všech druhů ptáků ilustrovaných v Daubentonově Planches Enluminées. Se svým přítelem Johanem Coenraadem van Hasseltem společně napsali publikaci Beiträge zur Zoologie und vergleichenden Anatomie (Příspěvky do zoologie a srovnávací anatomie), která byla zveřejněna ve Frankfurtu nad Mohanem roku 1820.
Od roku 1820 byl společníkem nizozemského zoologa Coenraada Jacoba Temmincka v Rijksmuseum van Natuurlijke Historie nacházejícím se v Leidenu. Poté se společně se svým přítelem van Hasseltem vypravil na ostrov Jáva, který tehdy ležel v kolonii Nizozemská východní Indie zřízené Nizozemskou Východoindickou společností, aby zde mohl studovat zdejší faunu. Zpět do muzea odeslal 200 koster, 200 kůží savců z celkem 65 druhů, 2 000 kožek ptáků, 1 400 exemplářů ryb, 300 exemplářů herpetofauny a spoustu hmyzu a korýšů.
Kuhl popsal velké množství druhů plazů a obojživelníků.
Na ostrově Jáva byl nicméně méně než rok. Roku 1821 Heinrich Kuhl podlehl v Buitenzorgu (dnešní Bogor) infekci jater. Jeho přítel van Hasselt pokračoval ve sběru vzorků, ale zemřel o dva roky později. Oba jsou pochováni v jednom hrobě označeném malým sloupkem v botanické zahradě v Bogoru. Jako památka po něm bylo pojmenováno několik taxonů: trnucha vanicorská (Neotrygon kuhlii), sekavec příčnopásý (Pangio kuhlii), praporkovec rodu Kuhlia, skokan Kuhlův (Limnonectes kuhlii), drakoun Gonocephalus kuhlii, gekon létavý (Ptychozoon kuhli), vini rubínový (Vini kuhlii), jelínek baveánský (Hyelaphus kuhli), kosman Kuhliův (Callithrix kuhlii), netopýr jižní (Pipistrellus kuhlii) či netopýr Scotophilus kuhlii.